# 古川昌希
古川 昌希（ふるかわ まさき、1987年10月14日 - ）は、朝日放送テレビ（ABC）所属のアナウンサー。2019年には、同局を含むANN加盟局の優秀なアナウンサーを表彰するANNアナウンサー賞で、第18回の大賞を受賞している。

## 来歴・人物
大阪府大阪市住吉区の出身で、4人兄妹の長男。実父が家庭教師、実母が海外旅行の添乗員で多忙を極めていたため、高校時代までは学業のかたわら妹の世話を一手に担っていたという。
大阪市立天王寺中学校への在学中は、生徒会長を一時務めていた。その一方で、大阪府の「少年の主張」コンクールで2位に入賞したことをきっかけにアナウンサーを志したという。また、大阪府立高津高等学校在学中の同期生に桂紋四郎がいる。
早稲田大学政治経済学部政治学科を卒業後の2011年に、平岩康佑（2018年6月15日付での退社を経てeスポーツのキャスターへ転身）とともに、朝日放送（ABC、社名は当時）へアナウンサーとして入社。就職活動の当初から地元局のABCを第一志望に挙げていたが、活動の当初にABCがアナウンサーを募集していなかったため、先にアナウンス職の試験を実施していた日本放送協会（NHK）から採用の内々定を得ていた。後にABCもアナウンサーを募集していたことを知ったため、大急ぎで応募したところ内定に至ったため、NHKへの入局を辞退したという。
ABCへの入社後は、中邨雄二が統括する新人研修を経て、2011年7月5日の『おはよう朝日です』（朝日放送テレビ）と『おはようパーソナリティ道上洋三です』（朝日放送ラジオ、いずれも当時の社名は「朝日放送」）で平岩とともに番組デビューを果たした。その際には、「池上彰のようにニュースや時事問題を分かりやすく伝えること」を、アナウンサーとしての目標に挙げていた。
入社1年目の2011年10月からは、『おはよう朝日です土曜日です』（朝日放送テレビが関西ローカルで放送中の情報番組）で、平岩などとともにリポーターを務めていた。また、同年度のナイターオフ期間（同年11月 - 2012年3月）には、期間限定放送の生ワイド番組『おっちゃんラジオ　小縣裕介のガッチ・ザ・グレイト』（ラジオ）にも平岩と交互にコーナー出演。「今週のフルカワン!」というコーナーで主にレトロ志向の情報を取材・紹介していた。
2012年4月2日から2017年9月29日までは、朝日放送への入社後初の冠番組として、ラジオで『古川昌希のとっておき情報』のメインパーソナリティを担当。これを機に、同局のパーソナリティ代表として、在阪他局のラジオ番組や「ラジオにタッチ!」（第2回NHK・民放連共同ラジオキャンペーン） のイベントにも出演している。
その一方で、2012年10月からは、『キャスト』（朝日放送テレビが平日の夕方に関西ローカルで放送していた報道・情報番組）内の調査コーナー「なんでやねん!?」の調査・報告も担当。視聴者が「なんでやねん!?」（「なぜ?」を意味する関西弁）と疑問に感じた珍現象や、日常生活で苛立ちを覚える事象などを身をもって検証している。2013年10月28日放送分からは、同コーナーのリポーターを続けながら、サブキャスターとして全曜日に出演するようになった。2014年10月以降は、同番組が放送されない週末に、琵琶湖や淡路島を天気キャスター・清水とおると共に自転車で一周する企画へ随時挑戦している。2017年12月5日からは、第2代メインキャスターで先輩アナウンサーの浦川泰幸が体調不良を理由に休演していたため、同年の最終放送（12月28日）までメインキャスター代理を務めた。浦川の降板を機に、2018年の初回放送（1月4日）から、サブキャスター時代にコンビを組んでいた先輩アナウンサーの塚本麻里衣と共にメインキャスターを正式に担当。入社時の目標を6年目で叶えられたが、先輩アナウンサー・上田剛彦のメインキャスター就任に伴って、同年4月2日からは塚本と共にサブキャスターに戻った。しかし、サブキャスターへの復帰後に担当した事件現場からの中継リポートが、翌2019年の第18回ANNアナウンサー賞の審査会で高く評価。番組部門の優秀賞に加えて、「大賞」（表彰対象の全部門における最優秀賞）を受賞した。ちなみに塚本も、同年にドキュメンタリー番組で担当したナレーションによって、2020年の第19回で大賞に選ばれている。
2013年1月12日から同年9月28日までは、朝日放送テレビ制作・テレビ朝日系列の生放送番組『朝だ!生です旅サラダ』のスタジオレギュラーとして全国放送にも出演。関西地方では、同番組が放送される土曜日に、隔週ながら前枠の『おはよう朝日です土曜日です』に続いて登場していた。
朝日放送→朝日放送テレビのアナウンサーとしては最も長く『キャスト』にレギュラーで出演していたが、2022年3月30日（水曜日）で終了することに伴って、2日後の4月1日からは毎週金曜日に朝日放送ラジオで『おはようパーソナリティ古川昌希です』のパーソナリティを任されている。『おはようパーソナリティ道上洋三です』を45年間にわたって担当するかたわら、『キャスト』でも2019年度に「道上さんの中継」（毎週金曜日に放送されていた生中継企画）へ出演していた道上洋三が2021年9月から脳梗塞の発症による入院加療とリハビリへ専念していることを踏まえた措置で、月 - 木曜日に『おはようパーソナリティ小縣裕介です』を担当する小縣裕介（いずれも先輩アナウンサー）と共に「おはようパーソナリティ」の座を道上から引き継ぐことになった。ちなみに、『おはようパーソナリティ道上洋三です』では、2016年・2017年（道上の夏季休暇中）および、2022年3月1日（道上の脳梗塞発症・『 - 古川昌希です』の放送開始発表後）にパーソナリティ代理を経験。その一方で、『おはようパーソナリティ古川昌希です』の開始後も、『news おかえり』（『キャスト』の後継番組）へ出演。月曜日・木曜日・金曜日（『おはようパーソナリティ』の本番後）にはフィールドキャスター、水曜日にはサブキャスター（スタジオでの進行）を務めているほか、火曜日には『キャスト』に続いて「なんでやねん!?」の調査リポートも担当している。
趣味は、料理・囲碁・民族音楽の鑑賞など。『おはようパーソナリティ道上洋三です』でラジオ番組のデビューを果たした際には、「アヒルの鳴き真似」という特技や、大学時代に徒歩で山手線のルートを1周した経験談を披露していた。また、朝日放送への入社当初は、シフト勤務の一環で『桑原征平粋も甘いも』（朝日放送ラジオ）内の「ABC朝日ニュース」（2013年4月1日から「ABCニュース」に改題）を担当する場合に桑原征平（関西テレビ出身のフリーアナウンサー・種智院大学客員教授）から「昌（しょう）ちゃん」と呼ばれていた。本人によれば、その後の出演番組では「共演者やスタッフから（苗字の古川にちなんで）『ふるぽん』と呼ばれることが多い」とのことで、『おはようパーソナリティ古川昌希です』でも「ふるぽん」をリスナーからの愛称に用いている。

## 出演番組

### 現在

#### テレビ
- newsおかえり（2022年4月4日 - ）
  - 毎週月曜日：機動班中継担当（2025年3月31日-）
  - 毎週火曜日：「なんでやねん!?」リポーター（2022年4月5日 - ）
  - 毎週水・木曜日：サブキャスター兼フィールドキャスター（2025年4月2日-）
  - メーンキャスター代行：（不定期）
- ABC NEWS（不定期）

#### ラジオ
- 宗教の時間
- ABCニュース（不定期）
  - 『おはよう朝日です土曜日です』『朝だ!生です旅サラダ』へ出演していた時期には本番終了後（土曜日の昼前）、『キャスト』へ出演していた時期には本番終了後の宿直勤務（金曜日の深夜～土曜日の早朝）を主に担当していた。
- おはようパーソナリティ古川昌希です（2022年4月1日 - ）
  - 前身番組の『おはようパーソナリティ道上洋三です』でも、2016年・2017年（道上洋三の夏季休暇中）および、2022年3月1日（火曜日）放送分（道上の脳梗塞発症に伴う休演期間中）でパーソナリティ代理を担当。道上に復帰の目途が立たないまま2022年3月25日（金曜日）で45年間にわたる歴史に幕を閉じることが決まったため、「番組45周年記念テーマソング」として道上の脳梗塞発症前（2021年1月）から制作が進められていた『虹へ』の歌唱レコーディング（2022年3月8日）にも、「おはようパーソナリティ」の後継者として小縣と揃って参加した。

### 過去

#### テレビ
- 速報!甲子園への道（2011年、関西ローカルパートでアシスタントを担当）
- 全国高校野球選手権大会中継
  - 2011年・2012年に、「燃えろ!ねったまアルプス」（阪神甲子園球場アルプススタンドからの応援中継）のリポーターを担当。
- キャスト
  - 2012年10月から水曜日の「なんでやねん!?」のリポーター兼スタジオ進行で出演したことを皮切りに、2013年10月28日から2017年12月4日まで、月 - 金曜日の全編でサブキャスターを兼務。前述した事情で、2018年1月4日から第3代の男性メインキャスターを務めた後に、同年4月2日からサブキャスターへ復帰した。塚本がサブキャスターを勇退した2020年10月以降は、ニュースキャスター陣の中で担当期間が最も長くなっている。
- 朝だ!生です旅サラダ（スタジオレギュラー、2013年1月12日 - 9月28日、先輩アナウンサー・加藤明子の後任）
- おはよう朝日です木曜日（2013年4月5日 - 10月24日）
  - 「人気mono サキヨミEnter!」のキャスターと「スポーツ&スポーツ」「芸能Now!」のナレーターを担当したが、『キャスト』のサブキャスターに起用されたことを機に降板した。後任は、2013年に朝日放送へ入社した後輩アナウンサー・大野聡美（後に記者に転身）。
- おはよう朝日土曜日です（2011年10月1日 - 2013年10月）
  - 当初はリポーター専任。2012年5月12日の放送からは、平岩と交互に「おは土 情報アップデート」の進行キャスターも兼務していた。2013年1月から9月は、後枠番組の『朝だ!生です旅サラダ』にも続けて出演。姉妹番組『おはよう朝日です』への出演を開始した同年4月以降は、隔週で「ニュースヘッドライン」のキャスターを務めていたが、『キャスト』のサブキャスターに起用されたことを機に降板した。
- 阪神・淡路大震災犠牲者追悼式典中継（2019年 - 2022年）
  - 震災発災日の毎年1月17日に、曜日を問わず、関西ローカルで発災時刻の5:46前後に生放送[12]。震災犠牲者追悼式典会場（兵庫県神戸市中央区東遊園地）からの生中継でリポーターを務めたほか、直後にテレビ朝日から放送される『ANNニュース』（全国ニュース）向けの中継リポートも担当していた。
- もう少し、嫌な奴（ナレーター）

- newsおかえり
- 毎週月曜日：機動班中継担当：（2022年4月4日-2023年9月8日）
- 毎週木曜日：機動班中継担当（2023年9月11日 -2024年5月30日）
  - 毎週木曜日：サブキャスター（2022年4月7日 -2023年9月8日 ）
  - 木曜日：機動班中継担当（2023年9月11日 -2024年5月30日）
  - 毎週月・水・木・金曜日：フィールドキャスター（2022年4月4日 - 2024年5月31日）
  - 毎週水・隔週金曜日：フィールドキャスター（2024年6月5日 - 2025年3月2１日）
  - 毎週月・木曜日・隔週金曜日：機動班中継担当（2024年6月3日 -2025年3月28日）

#### ラジオ
- おっちゃんラジオ 小縣裕介のガッチ・ザ・グレイト（2011年度のナイターオフ番組、20時台の前半に「今週のフルカワン!」を放送する週に同コーナー限定で出演）
- 古川昌希のとっておき情報（松山薫とともにパーソナリティを担当、2012年4月2日 - 2017年9月29日、毎週月 - 木曜日17:10 - 17:15）[13]
- 津波の記憶をたどる～昭和南海地震、津波から逃げ切った淡路島・福良の人々の記録～（2013年1月20日の『日曜スペシャル』で放送されたドキュメンタリー特集、取材および報告を1人で担当）
- 古川音座衛門（2021年10月2日 - 2022年3月26日）
  - （旧）朝日放送への入社後初めて、朝日放送ラジオが制作する音楽番組でレギュラーパーソナリティを担当。『武田和歌子　タソガレレストラン』（先輩アナウンサーの武田和歌子がパーソナリティを務めた事前収録の音楽番組）の放送枠を引き継いだ生放送番組で、番組のタイトルを「ふるかわ・おとざえもん」と読ませる。

#### 吹き替え
- ライオン・キング:ムファサ（2024年）[14]